# LOLLIPOP@F
LOLLIPOP@F（ロリポップ・エフ）は台湾出身の男性アイドルグループ。

## メンバー

### 現メンバー
ファビエン（小煜/Fabien）
本名：楊奇煜
1985年7月5日生 血液型：AB
身長：172cm　体重：60kg
学歴：銘傳大学
ウィリアム（威廉/William）
本名：廖亦崟
1985年10月7日生 血液型：AB
身長：176cm　体重：67kg
学歴：台北体育学院
アウェイ（阿緯/Awei）
本名：劉俊緯
1985年10月15日生 血液型：O
身長：166cm　体重：55kg
学歴：醒吾技術学院
香港の飲茶レストラン「點點心」の台湾支店のオーナーを務めている。

### 旧メンバー
アオチュエン（敖犬/Owodog）
本名：莊濠全
1982年10月30日生 血液型：O
身長：178cm　体重：62kg
学歴：醒吾技術学院
2015年脱退

プリンス
本名：邱勝翊
1989年4月14日生
現JPMメンバー
ブライアン
本名：廖俊傑（2013年に廖允杰と改名）
1986年9月25日生
現JPMメンバー、JPMではリルジェイと名乗る

## 来歴
オーディションバラエティ番組「模范棒棒堂」より、2006年12月2日に6名で結成。ユニット名の「棒棒堂」は、直訳すると「イケてる組」（「堂」は暴力団などの組織の単位）だが、「棒棒糖」（ペロペロキャンディ）との語呂合わせ。英語や日本語のユニット名「ロリポップ」はここから取られている。
2007年12月28日、ファーストアルバム『哪裡怕』でCDデビュー。翌年には台北アリーナでコンサートを開催し、同会場での公演におけるデビューからの最短記録となる。
2009年のセカンドアルバムリリース後は、ソロデビューや解散の噂が途切れず、年末をもってプリンスとブライアンが契約終了にともない脱退、現在の4人体制となる。
2010年、LOLLIPOP Fと改名しリリースしたアルバム『四度空間』がヒットし、韓国済州島観光大使となるなど、台湾と韓国を股にかけた活動を開始する。
2013年、事務所との契約トラブルが発生、7月20日をもって契約を解除。
2014年、Lollipop@Fと再改名し、ミニアルバムをリリース。
2015年、アオチュエンが脱退。
2016年末をもって事務所の契約が終了し、2017年に正式に解散した。

## ディスコグラフィー

### アルバム
- 四度空間 2010年11月6日

1. 肆無忌憚
2. 四度空間
3. 最佳男配角
4. 攻心計
5. 今天是Holiday
6. Here We Come
7. 嘻哈人生
8. 放空
9. 不要就不要
10. 勁量愛

- 電司(Dance) 2011年10月20日

1. 電司(Dance)
2. 戰利品
3. 重新愛
4. LolliPARTY
5. 近距離
6. Liar
7. 不再親愛
8. 沒有為什麼
9. Magic
10. Yo Yo

### MV
1. 四度空間
2. 最佳男配角 (Sad Ending ver.)
3. 最佳男配角(Happy Ending ver.)
4. 攻心計
5. 今天是Holiday
6. 電司(Dance)
7. 戰利品
8. LolliPARTY